# Мирный (шлюп)
Шлюп «Ми́рный» — парусный военный шлюп, корабль 1-й русской антарктической кругосветной экспедиции 1819—1821 годов, открывшей Антарктиду (в составе экспедиции также был шлюп «Восток»).

## История
На Олонецкой верфи в Лодейном Поле близ Петербурга в 1818 году по проекту кораблестроителя И. В. Курепанова строился для флота ледоход «Ладога» (строитель — корабельный мастер Я. А. Колодкин).
Стремясь ускорить отправление высокоширотной экспедиции в Антарктиду решили не строить новое судно, а использовать «Ладогу». При включении судна в состав военно-морского флота ему дали новое название «Мирный» и сразу же приступили к перестройке. Работами руководил командир «Мирного» М. П. Лазарев.
Наделкой штульцев у шлюпа удлинили кормовую часть, на форштевне поставили княвдигед, дополнительно обшили корпус — дюймовыми досками, прочно закрепив их медными гвоздями.
Корпус тщательно проконопатили, а подводную часть, чтобы она не обрастала водорослями, покрыли медными листами. Внутри корпуса поставили дополнительные крепления на случай воздействия льдин, сосновый руль был заменён дубовым. Ранее поставленный стоячий такелаж, ванты, штаги и другие снасти, сделанные из низкосортной пеньки, были заменены более прочными, применяемыми на кораблях военно-морского флота.
Шлюп «Мирный» был трёхмачтовым двухпалубным кораблём.

## Память
В честь шлюпа названы:
- Полуостров в Антарктиде
- Берег в Антарктиде
- Антарктическая научно-исследовательская станция Мирный
- Уступ на Меркурии (Mirni Rupes)[1].
- В 1994 году, Банком России, в серии «Первая русская антарктическая экспедиция», выпущена памятная монета Шлюп «Мирный».
- 16 июля 2019 года в почтовое обращение вышли марки, посвящённые 200-летию со дня открытия Антарктиды. Шлюпы «Восток» и «Мирный». Дополнительно издан конверт первого дня и изготовлены штемпеля специального гашения для Москвы, Санкт-Петербурга и Пензы, а также художественная обложка, внутри — блок, виньетка и конверт первого дня с гашением для Москвы, немаркированные карточки.

В честь члена экипажа шлюпа, участника открытия Антарктиды лейтенанта Михаила Дмитриевича Анненкова (1794—1839?) назван ледник в Антарктиде (ледник Анненкова, Берег Правды, 66°38′ ю.ш., 92°35′ в.д.) и остров в Антарктиде (остров Анненкова, Антарктика, море Скотта, у южного побережья острова Ю. Георгия, 54°30′ ю.ш., 37°03′ з.д., остров открыт в 1819 году экспедицией Беллинсгаузена—Лазарева, тогда же присвоено название острову).

В филателии и нумизматике
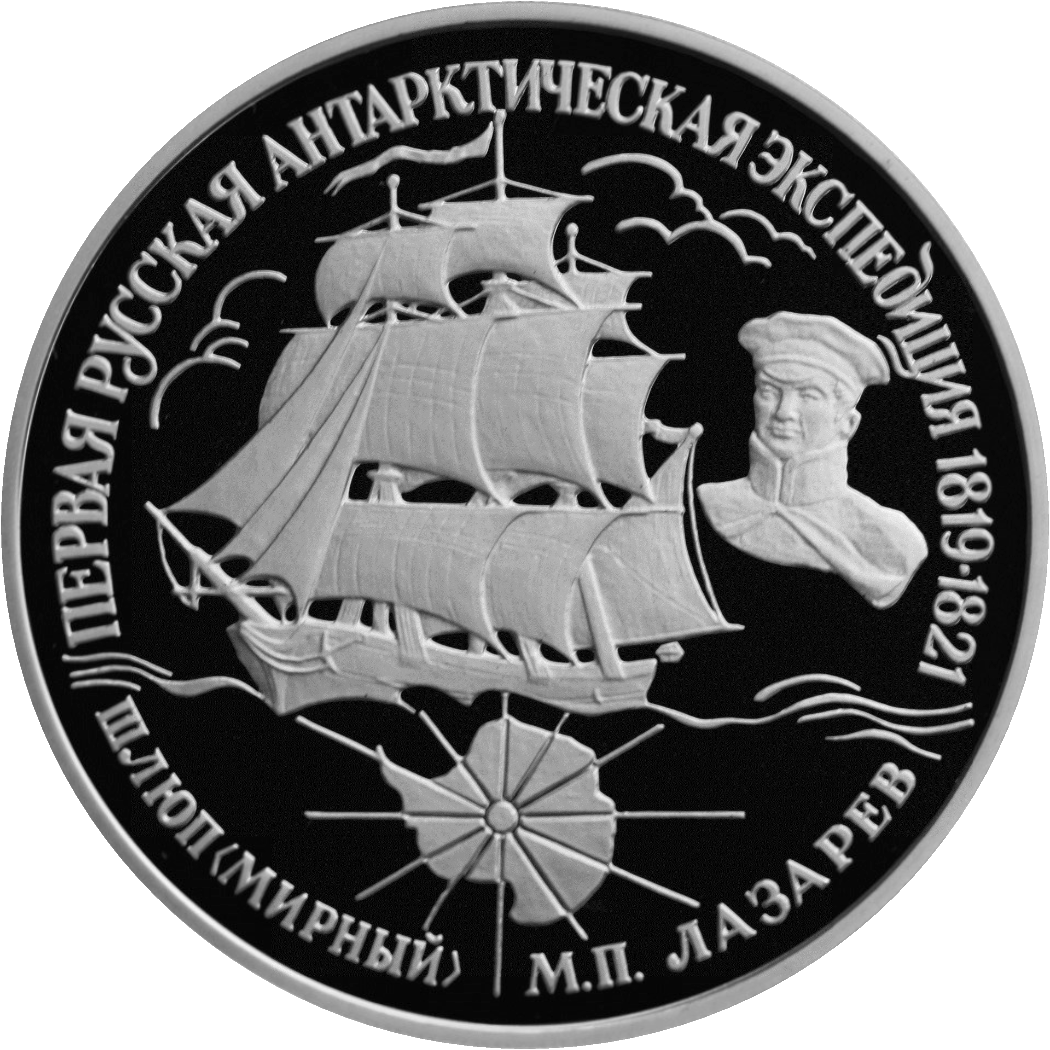
Монета ЦБ РФ
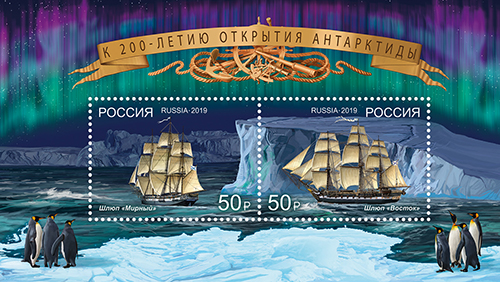
Изображены шлюпы «Восток» и «Мирный», на полях почтового блока - пейзаж Антарктиды. Художник-дизайнер И. Ульяновский.Почтовый блок России 2019 года.  (ЦФА [АО «Марка»] № 2496-2497)
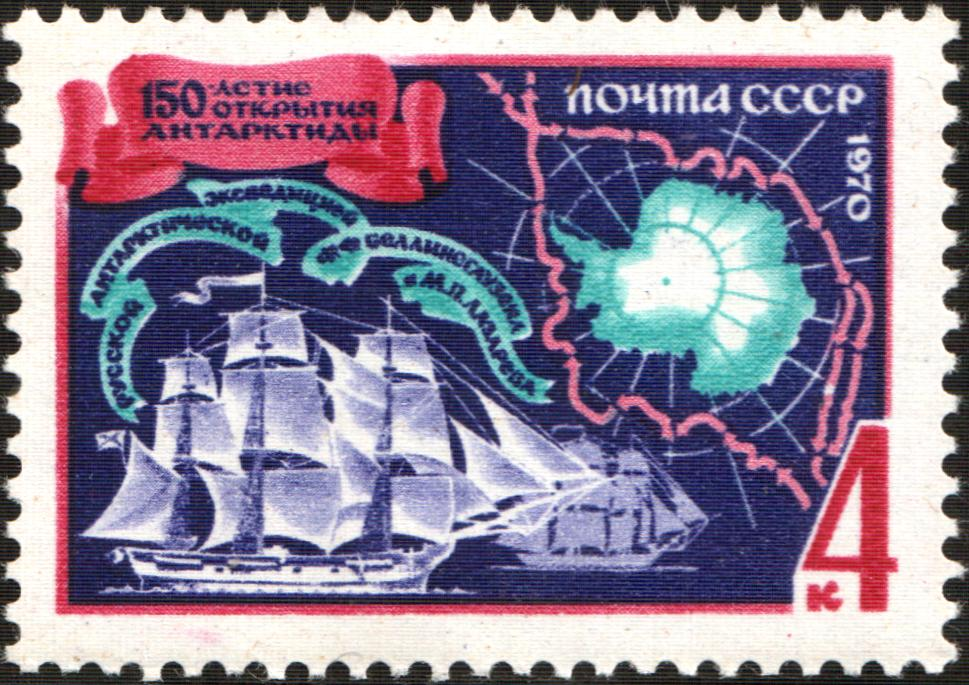
Почтовая марка СССР, 1970 год. 150-летие со дня открытия Антарктиды